# Majestic (Schiff, 1993)
Die Majestic ist ein 1993 in Dienst gestelltes Fährschiff der italienischen Reederei Grandi Navi Veloci. Sie wird seit 2012 für gewöhnlich auf den Strecken zwischen Barcelona und Tanger, Genua und Barcelona sowie Sète und Tanger eingesetzt.

## Geschichte
Die Majestic entstand unter der Baunummer 1159 in der Werft der Nuovi Cantieri Apuania in Marina di Carrara und lief am 8. Dezember 1992 vom Stapel. Nach der Ablieferung an Grandi Navi Veloci am 11. Mai 1993 nahm sie den Fährdienst von Genua nach Palermo auf.
In den folgenden Jahren wechselte die Majestic mehrfach die Dienststrecke. Seit Mai 2012 bedient sie die Fährverbindungen zwischen Barcelona und Tanger, Genua und Barcelona sowie Sète und Tanger, ist jedoch gelegentlich bei Bedarf auch auf anderen Routen im Einsatz. 2020 wurde das Schiff mit Scrubbern zur Abgasentschwefelung ausgestattet, wodurch es einen vergrößerten Schornstein erhielt.
Das Schiff hat zwei Schwesterschiffe, die 1994 in Dienst gestellte Splendid und die 1996 in Dienst gestellte Fantastic. Während die Splendid später verlängert wurde, behielten die beiden anderen Einheiten ihre originalen Abmessungen bei.
Zur Ausstattung der Majestic gehören unter anderem ein Restaurant à la carte, eine Pizzeria, eine Snack-Bar, ein Shoppingcenter sowie ein Spielzimmer für Kinder. Zudem gibt es an Bord eine eigene Kapelle.